# Warstein
Warstein este un oraș din districtul rural (Kreis) Soest, landul Renania de Nord - Westfalia, Germania.

## Personalități născute aici
- Jan-Lennard Struff (n. 1990), tenismen.

1. ↑  Alle politisch selbständigen Gemeinden mit ausgewählten Merkmalen am 31.12.2018 (4. Quartal) (în germană), Statistisches Bundesamt[*], arhivat din original la 10 martie 2019, accesat în 10 martie 2019